# Mimosa filiformis
Mimosa filiformis är en ärtväxtart som beskrevs av George Bentham. Mimosa filiformis ingår i släktet mimosor, och familjen ärtväxter. Inga underarter finns listade i Catalogue of Life.